# Associação Atlética Santa Cruz
Associação Atlética Santa Cruz é um clube brasileiro de futebol da cidade de Salinópolis, no estado do Pará. Atualmente encontra-se licenciado.

## História
Fundado em 1 de fevereiro de 2001, tinha estatuto de clube amador até 2012, quando se inscreveu para a disputa da Segunda Divisão estadual, vencendo na semifinal o Ananindeua por 5 a 3 no placar agregado e chegando até a decisão com o também estreante Paragominas, sendo derrotado nos pênaltis por 4 a 3. O técnico durante a campanha foi Mário Henrique (Mariozinho).
Para sua estreia na primeira divisão, o clube apostou em jogadores experientes, entre eles os goleiros Rascifran, Evandro e Marcelo Bonan, o lateral-direito Dida, o zagueiro Léo Fortunato, o volante Mael, os meias Fumagalli e Flamel e os atacantes Valdir Papel, Del Curuçá e Fábio Oliveira, além do técnico Sinomar Naves. O Tigre do Salgado venceu a Taça ACLEP (primeira fase) e terminou em 6° lugar na fase principal e em 4° na classificação geral. Fumagalli foi o artilheiro da equipe, com 4 gols.
Em 2014, não repetiu o desempenho da temporada anterior, embora tivesse feito o artilheiro do campeonato (Rafael Paty, com 14 gols - 10 pelo Santa Cruz e 4 pelo Gavião Kyikatejê) e teria que disputar a fase inicial do campeonato de 2015, mas desistiu e cedeu sua vaga ao Bragantino, permanecendo licenciado das competições profissionais promovidas pela FPF.
Presidido por Mário Luiz Lisboa Couto, o Santa Cruz realizava suas partidas como mandante no Estádio Coutão, situado no distrito de Cuiarana.

## Títulos

### Estaduais
- Taça ACLEP: 1

(2013)* 
Nota: A Taça Aclep é um título simbólico, oferecido ao melhor clube da 1ª fase da Divisão principal do Campeonato Paraense de Futebol. Os dois  melhores colocados desta fase classificatória, ganham o direito de disputar a fase principal do certame paraense.
 Campeão Invicto

### Destaques
- Vice-Campeão Campeonato Paraense de Futebol - Segunda Divisão: 1 (2012)
- Primeira participação na primeira fase do Campeonato Paraense de Futebol: 1 (2013)